# Nosybus navasi
Nosybus navasi là một loài côn trùng trong họ Berothidae thuộc bộ Neuroptera. Loài này được Banks miêu tả năm 1918.